# Georgi Wladimirowitsch Wernadski

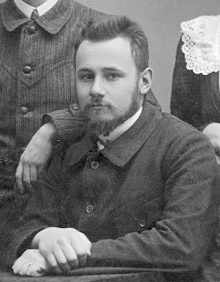
Georgi Wernadski (1912)

Georgi Wladimirowitsch Wernadski (russisch Георгий Владимирович Вернадский, englisch George Vernadsky; * 20. Augustjul. / 1. September 1887greg. in Sankt Petersburg; † 20. Juni 1973 in New Haven (Connecticut)) war ein russisch-US-amerikanischer Historiker.
Wernadski war der Sohn von Wladimir Iwanowitsch Wernadski. Während des russischen Bürgerkriegs emigrierte er zuerst in die Tschechoslowakei, dann 1927 in die Vereinigten Staaten. Im Jahr 1946 wurde er Professor für russische Geschichte an der Yale University.
Sein Abriss der russischen Geschichte (Natschertanije russkoi istorii / Начертание русской истории) fand Aufnahme in der Liste der „100 Bücher“ (100 книг), ein vom russischen Ministerium für Bildung und Wissenschaft der Russischen Föderation entwickeltes Projekt, um den Schülern ein Spektrum für das unabhängige Lesen zu bieten.